# ثوم لخني الأوراق
الثوم لخني الأوراق (باللاتينية: Allium lachnophyllum) هو أحد أنواع جنس الثوم من الفصيلة الثومية. يعد من أنواع الثوم البري.

## البيئة والانتشار
موطنه جنوب بلاد الشام.